# 7228 МакҐілліврей
7228 МакҐілліврей (7228 MacGillivray) — астероїд головного поясу, відкритий 15 квітня 1985 року.
Тіссеранів параметр щодо Юпітера — 3,619.